# باندورائية غدارة
باندورائية غدارة (الاسم العلمي: Pandoraea apista) هي نوع من البكتيريا، سلبية الغرام، تتبع جنس الباندورائيات.